# Уолъсова вимпелокрила райска птица
Уолъсовите вимпелокрили райски птици (Semioptera wallacii) са вид средноголеми птици от семейство Райски птици (Paradisaeidae), единствен представител на род Semioptera.
Срещат се на няколко острова от провинция Северно Молуку в Индонезия. Достигат 28 сантиметра дължина и са маслиненозелени на цвят, а мъжките имат на крилата си по чифт дълги бели пера, които могат да движат. Хранят се главно с членестоноги и плодове.